# Bílá Lhota
Bílá Lhota (Duits: Weißöhlhütten) is een Moravische gemeente in de Tsjechische regio Olomouc, en maakt deel uit van het district Olomouc. Bílá Lhota telt 1167 inwoners (2023). Naast de plaats Bílá Lhota liggen ook de plaatsen Červená Lhota, Řimice, Hrabí, Pateřín, Hradečná, Trpín en Měník binnen de gemeentegrenzen.

## Geschiedenis
- 1350 – De eerste schriftelijke vermelding van Bílá Lhota.[1]

## Aanliggende gemeenten
| Aangrenzende gemeenten | Aangrenzende gemeenten | Aangrenzende gemeenten | Aangrenzende gemeenten | Aangrenzende gemeenten |
| ---------------------- | ---------------------- | ---------------------- | ---------------------- | ---------------------- |
| Moravičany             |                        | Medlov                 |                        | Červenka               |
|                        |                        |                        |                        |                        |
| Palonín Bouzov         | Mladeč Měrotín         |                        |                        |                        |
|                        |                        |                        |                        |                        |
|                        |                        | Slavětín               |                        | Litovel                |